# یواس‌اس روندو (اس‌پی-۹۰)
یواس‌اس روندو (اس‌پی-۹۰) (به انگلیسی: USS Rondo (SP-90)) یک کشتی بود که طول آن ۵۰ فوت (۱۵ متر) بود. این کشتی در سال ۱۹۱۵ ساخته شد.